# كيفن جيمس (لاعب كرة قدم بريطاني)
كيفن جيمس (بالإنجليزية: Kevin James)‏ (3 ديسمبر 1975 بإدنبرة في المملكة المتحدة - ) هو لاعب كرة قدم بريطاني في مركز الدفاع. شارك مع منتخب اسكتلندا تحت 21 سنة لكرة القدم. أما مع النوادي، فقد لعب مع سانت جونستون ونادي فالكيرك وهارت أوف ميدلوثيان ونادي أردريونيانز ونادي آير يونايتد ونادي غرينوك مورتون.

## وصلات خارجية
- كيفن جيمس على موقع قاعدة بيانات كرة القدم.إي يو (الإنجليزية)
- كيفن جيمس على موقع Soccerbase.com (لاعب) (الإنجليزية)